# Antrækker
En antrækker (også kaldet nittetrækker eller nagletrækker), er et stykke bødkerværktøj. Så vidt vides, så har den temmelig stor lighed med bådebyggerens kusse, der i mere stuerent sprog kaldes forholt. Se endvidere pianosnedkerens bestrengerdorn.
|  | Denne artikel om noget teknisk eller videnskabeligt kan blive bedre, hvis der indsættes et (bedre) billede. Du kan hjælpe ved at afsøge Wikimedia Commons for et passende billede eller lægge et op på Wikimedia Commons med en af de tilladte licenser og indsætte det i artiklen. |